# Коваленко, Борис Львович
Борис Львович Коваленко (25 ноября 1903, с. Хотуничи Щорского района Черниговской области —  13 июля 1937, Киев) — украинский советский поэт, литературный критик и литературовед времени Расстрелянного возрождения. Жертва сталинского террора.

## Биография
Борис Львович Коваленко родился 25 ноября 1903 г. в с. Хотуничи Щорского района Черниговской области в семье железнодорожника.
Окончил литературный факультет Киевского ИНО (1925). Работал преподавателем, завкафедрой.
Член КПСС с 1929 года.

### Репрессии
Арестован 23 декабря 1936 года в Киеве. На первых допросах под моральным и физическим «воздействием» следствия «признал» себя виновным в принадлежности к контрреволюционной националистической организации. Но позже, на очных ставках, заявил, что своих предыдущих признаний не подтверждает, поскольку они «неверные и вынужденные».
В обвинительном заключении за подписью уполномоченного НКВД УССР Хаета Коваленко Б. Л. инкриминировалась активное участие в контрреволюционной националистической организации, которая была связана с контрреволюционной троцкистско-зіновьевской террористической организацией.
На закрытом судебном заседании Военной коллегии Верховного Суда СССР 13 июля 1937 года, как указано в протоколе, Б. Коваленко «виновным себя не признал, от своих признательных показаний на предварительном следствии отказался, поскольку дал их под воздействием следствия».
По приговору этой коллегии 13 июля 1937 года приговорен к расстрелу с конфискацией всего лично ему принадлежащего имущества. Приговор был окончательный и обжалованию не подлежал, в связи с постановлением ЦИК СССР от 1 декабря 1934 года.
Расстрелян Коваленко в Киеве в тот же день.
Дело Бориса Коваленко была взаимосвязана с делами Дмитрия Чепурного, Игната Проня, Владимира Ярошенко, Михаила Мороза.

### Реабилитация
Военной коллегией Верховного Суда СССР 12 мая 1956 года приговор в отношении Коваленко Б. Л. в связи с выявленными новыми обстоятельствами отменено, а дело прекращено за отсутствием в его действиях состава преступления.
По делу, связанному с реабилитацией Б. Коваленко, есть протоколы допросов Военной прокуратурой писателей А. Копыленко, С. Воскрекасенко, Н. Шеремета, которые дали положительную оценку Борису Коваленко как писателю и гражданину. Положительный отзыв о Борисе Коваленко в адрес Военной прокуратуры КВО написал А. Корнийчук.
Коваленко Б. Л. был реабилитирован посмертно.

## Творческая деятельность
Печататься начал с 1923 г. Принадлежал к литературным организаций «Плуг», «Молодняк», ВУСПП. Сотрудничал в периодической печати, был редактором «Литературной газеты». Во времена украинизации считался ведущим критиком, был одним из руководителей «Молодняка» и ВУСПП.
В начале 30-х годов работал в Москве в Ассоциации пролетарских писателей, преподавал литературу в Институте красной профессуры.
В декабре 1934 года отозван ЦК КП(б)У на Украину и назначен заведующим кафедры украинской литературы Киевского университета. С января 1935 года сотрудничал также в «Всеукраинской ассоциации марксистско-ленинских институтов» (ВУАМЛІН).

## Произведения
- «В борьбе за пролетарскую литературу» (1928)
- «Первый призыв» (1928)
- «Украинская пролетарская литература» (1829),
- «Петро Панч» (1931),
- «Пролетарские писатели» (1931),
- «Ефим Заря» (1931),
- «За магнетострои литературы» (1932),
- «Украинская литература» (1935),
- «Литературно-критические статьи» (1962).